# 클라우스 보베라이트

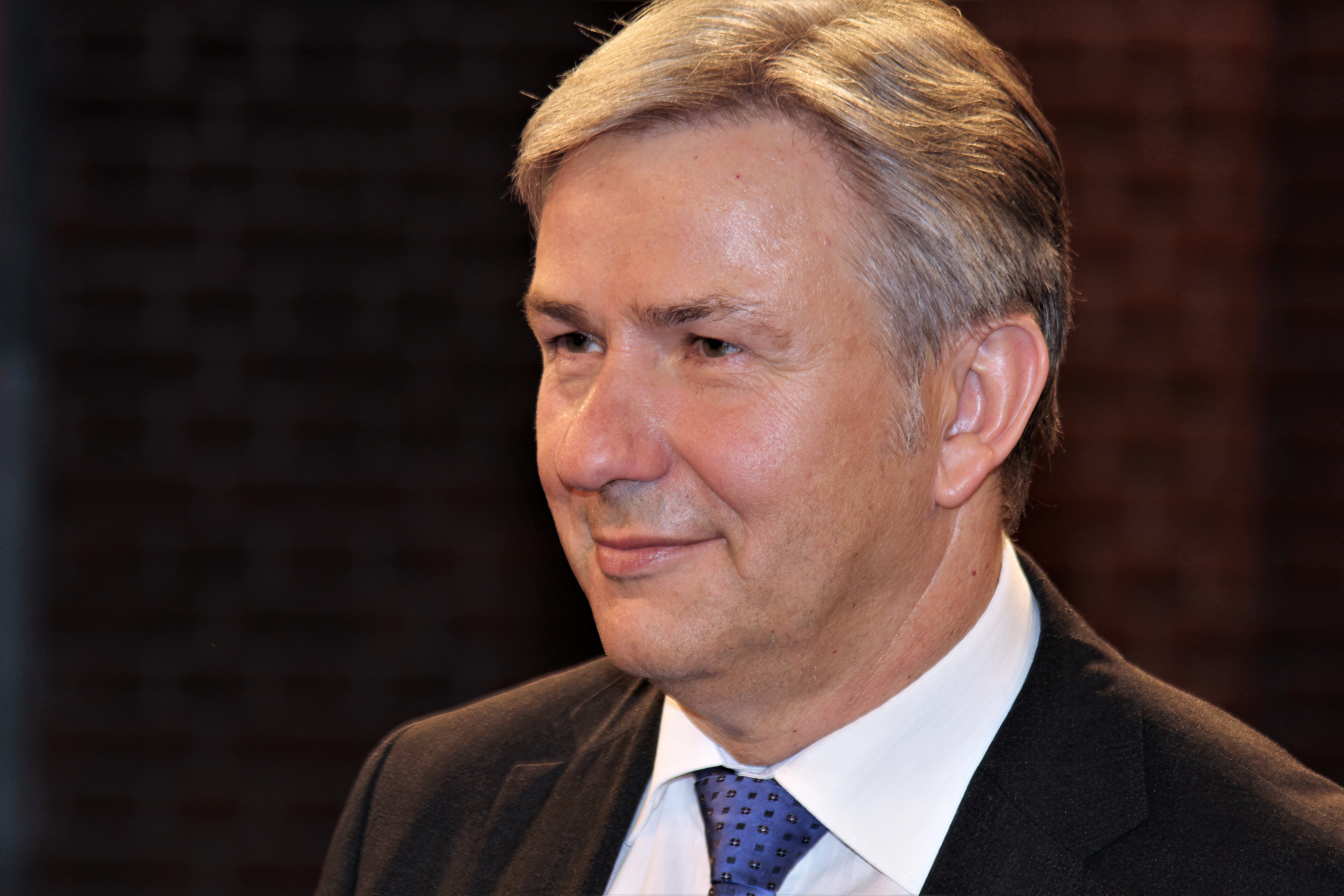
클라우스 보베라이트

클라우스 보베라이트(Klaus Wowereit, 1953년 10월 1일~)는 독일의 정치인이다.

## 생애

### 성장 과정
1981년에 베를린 자유대학의 법과대학을 졸업하고 1984년부터 변호사로 활동하였다. 청년 사회민주주의자 연합(Jusos)을 이끌었고, 1990년대에 베를린시 의회에서 야당 지도자로 활동하였다.
2001년부터 2014년까지 독일연방공화국 수도 베를린의 시장(겸 사민당과 민사당 연립정부 지도자)직을 맡았다.
현재 독일 사회민주당을 대표하는 대중정치인이며 동시에 잠재적인 독일연방공화국 총리후보로서 최근, 2009년으로 예상되는 선거에 내세울 차기 총리후보로 자당의 당의장 쿠르트 벡을 공개지지했다.

### 주요 업적과 비판
그는 해마다 열리는 러브 퍼레이드와 베를린 영화제 그리고 최근의 2006년 독일 월드컵 결승전 등을 성공적으로 마칠수있도록 도왔으며, 이를 통한 독일 문화와 관광을 대표하는 중심도시로의 도약에 각종 정책적 지원을 아끼지 않았다. 교통 및 정보통신산업의 발전에도 노력하여, 베를린 중앙역 준공에 이어 최근에는 '베를린-브란덴부르크 국제공항'(2011년 완공 예정)건설 등을 진두지휘하고 있으며, 재임 중 70여개의 첨단산업시설을 유치하고 이를 장려하였다. 그러나, 기민련(현재 베를린시 야당)의 지지자들로부터는 잦은 문화행사 추진비용을 비롯, 통일이후 축적되어온 부채(시 재정)문제를 등한시한다는 비판을 받고 있다.
그는 베르트랑 들라노에 프랑스 파리시장과 더불어 세계적으로 유명한 동성애자이다. 오히려 베를린의 대다수 시민들은 그것을 반기고, 그는 대중적인 인기와 정책수행능력으로 오랜 기간 시장직을 수행하고 있다. 2001년 사민당의 베를린시 전당대회에서 "나는 동성애자입니다. 그리고 그건 그것대로 좋습니다.(Ich bin schwul – und das ist auch gut so!)"라는 명언을 하였다.

## 역대 선거 결과
| 선거명      | 직책명      | 대수 | 정당            | 득표율 | 득표수 | 결과 | 당락             |
| ----------- | ----------- | ---- | --------------- | ------ | ------ | ---- | ---------------- |
| 2001년 선거 | 베를린 시장 | 13대 | 독일 사회민주당 | 54.61% | 77표   | 1위  | 베를린 시장 당선 |
| 2006년 선거 | 베를린 시장 | 13대 | 독일 사회민주당 | 51.01% | 76표   | 1위  | 베를린 시장 당선 |
| 2011년 선거 | 베를린 시장 | 13대 | 독일 사회민주당 | 57.24% | 87표   | 1위  | 베를린 시장 당선 |